# ستيلا ماركس
ستيلا ماركس (بالإنجليزية: Stella Marks)‏ هي رسامة أمريكية، ولدت في 27 نوفمبر 1887، وتوفيت في 18 نوفمبر 1985.

## وصلات خارجية
- الموقع الرسمي